# كولباغي (جليكخان)
كولباغي (بالكردية: Aptulharab‏) (بالتركية: Gölbağı)‏ هي قرية كرديّة رشوانيّة تتبع إداريّاً لمديرية جليكخان في محافظة أديامان التركية، بلغ عدد سكانها 198 نسمة في عام 2021 ويتبعها نجوع كوياونوجيلر واوزونطاش.